# Чевакино (Тверская область)
Чева́кино — посёлок сельского типа в Торжокском районе Тверской области. Относится к Масловскому сельскому поселению.
Находится в 16 км к западу от города Торжка, на реке Райчона, в 1,5 км от автодороги «Торжок — Осташков».

## Население
| 1996 | 2002 | 2008 | 2010 |
| ---- | ---- | ---- | ---- |
| 45   | ↘43  | ↗55  | ↘52  |

## История
В Списке населенных мест 1859 года в Новоторжском уезде значится владельческое сельцо Чевакино при речке Рачинке.
В 1920 году на базе усадьбы организован совхоз «Чевакино». В 1940 году в составе Печенского сельсовета Новоторжского района Калининской области числится н.п. совхоз Чевакино.
В 1997 году в посёлке Чевакино 23 хозяйства, 47 жителей.

## Достопримечательности
- Постройки бывшей усадьбы, каскад прудов на месте вырубленного усадебного парка.